# 森鷗外の歴史小説
森鷗外の歴史小説（もりおうがいのれきししょうせつ）では、森鷗外の執筆した歴史小説について、発表年（連載ものは連載終了年）、発表媒体、題材とした事件の年、概要を示す。
史伝も含めた。
| 作品                 | 発表年      | 発表媒体                             | 事件の年    | 概要                                                                                      |
| -------------------- | ----------- | ------------------------------------ | ----------- | ----------------------------------------------------------------------------------------- |
| 興津弥五右衛門の遺書 | 1912年 10月 | 中央公論                             | 1647 正保4  | 興津(1594-1647)は細川忠興の家来。同輩を斬ったため切腹を考えるが、忠興に止められ..         |
| 阿部一族             | 1913年 1月  | 中央公論                             | 1643 寛永20 | 細川忠利の死後、殉死の是非から、阿部一族は滅亡する。                                      |
| 佐橋甚五郎           | 1913年 4月  | 中央公論                             | 1609 慶長14 | 佐橋甚五郎は徳川家康に仕えたが逃亡。時移り、慶長14年に朝鮮から来た使者は..                |
| 護持院原の敵討       | 1913年 10月 | ホトトギス                           | 1835 天保6  | 山本宇平は父を殺した仇を探して日本をめぐる。しかし..                                      |
| 大塩平八郎           | 1914年 1月  | 中央公論                             | 1837 天保8  | 大阪町奉行所与力の大塩平八郎(1792-1837)は、貧民救済のため蜂起する。                       |
| 堺事件               | 1914年 2月  | 新小説                               | 1868 明治1  | 堺に無断上陸したフランス水兵団を、退去させようにも言葉が通じない。そして..                |
| 安井夫人             | 1914年 4月  | 太陽                                 | 1827 文政10 | 学問ができるが醜男の安井仲平(1799-1876)に、お佐世さん(1812-1862)が嫁ぐ。                  |
| 栗山大膳             | 1914年 9月  | 太陽                                 | 1632 寛永9  | 栗山利章(1591-1652)は福岡藩家老。主君黒田忠之の乱心（黒田騒動）を諫めるために..           |
| 山椒大夫             | 1915年 1月  | 中央公論                             | 1093 寛治7  | 筑紫へ旅をする安寿と厨子王は、人買いの手に落ち、母と離れ..                                |
| 津下四郎左衛門       | 1915年 4月  | 中央公論                             | 1969 明治2  | 津下(1848-1870)は開国主義者の横井小楠を殺し、死刑になった。息子が語る。                   |
| 魚玄機               | 1915年 7月  | 中央公論                             | 868 咸通9   | 魚玄機(844?-868)は晩唐の女流詩人。男をめぐって侍女に嫉妬し..                              |
| じいさんばあさん     | 1915年 9月  | 新小説                               | 1809 文化6  | 人を斬って獄にいた美濃部伊織と、その妻るんは、37年ぶりに再会した。                        |
| 最後の一句           | 1915年 10月 | 中央公論                             | 1738 元文3  | 父親が米を横領し死刑にされる。娘いちは自分が身代わりにと申し出る。                        |
| 高瀬舟               | 1916年 1月  | 中央公論                             | 1800頃 寛政 | 喜助の弟は病気になり、兄の負担を思い、自ら喉を切った。喜助は..                            |
| 寒山拾得             | 1916年 1月  | 新小説                               | 640頃 貞観  | 台州知事の閭丘胤は、寒山と拾得に会いに行く。                                              |
| 椙原品               | 1916年 1月  | 東京日日新聞、大阪毎日新聞           | 1660 万治3  | 仙台の仏眼寺にある墓は誰か。伊達騒動の火中の人、伊達綱宗の側室、椙原品(1639-1716)である。 |
| 渋江抽斎             | 1916年 5月  | 東京日日新聞、大阪毎日新聞           | 1858 安政5  | 渋江抽斎(1805-1858)は弘前藩の侍医。医心方の校刻出版に協力する。                           |
| 寿阿弥の手紙         | 1916年 6月  | 東京日日新聞、大阪毎日新聞           | 1828 文政11 | 寿阿弥（真志屋五郎作）は抽斎の観劇の師匠。『渋江抽斎』の22章に登場。                      |
| 都甲太兵衛           | 1917年 1月  | 東京日日新聞、大阪毎日新聞           | 1635 寛永12 | 宮本武蔵が熊本の細川忠利と会見する。武蔵の目に止まった武士は誰か。                        |
| 伊沢蘭軒             | 1917年 9月  | 東京日日新聞、大阪毎日新聞           | 1829 文政12 | 伊沢蘭軒(1777-1829)は備後福山藩医。抽斎の師。                                             |
| 鈴木藤吉郎           | 1917年 9月  | 東京日日新聞、大阪毎日新聞           | 1859 安政6  | 鈴木(1801-1859)は江戸南町奉行所の与力。土木業績が伝わる。しかし..                         |
| 細木香以             | 1917年 10月 | 東京日日新聞、大阪毎日新聞           | 1860頃 安政 | 為永春水の人情本に出てくる津藤さんとは、細木香以(1822-1870)。商人で俳人。                 |
| 小嶋宝素             | 1917年 10月 | 東京日日新聞、大阪毎日新聞           | 1849 嘉永2  | 小嶋宝素(1797-1849)は幕府の医官。蘭軒の友人。                                             |
| 北条霞亭             | 1920年 1月  | 東京日日新聞、大阪毎日新聞、帝国文学 | 1820頃 文政 | 北条霞亭(1780-1823)は、備前福山藩の菅茶山の友人。江戸へ出て蘭軒とも交友。                 |
| 霞亭生涯の末一年     | 1921年 11月 | アララギ                             | 1823 文政6  | （『帝国文学』廃刊のため、中途だった『北条霞亭』の続きを改題し完成。)                     |